# Ahmed Hamed
Ahmed Hamed (in arabo أحمد حامد‎?; 1º giugno 1997) è un pentatleta egiziano.

## Biografia
Ai mondiali di Il Cairo 2017 ha vinto la medaglia d'oro nella prova a squadre maschile con Eslam Hamad e Yasser Hefny.
Ai mondiali di Il Cairo 2021 ha guadagnato il bronzo nella gara a squadre maschile assieme a Eslam Hamad e Ahmed Elgendy.
Ha rappresentato l'Egitto ai Giochi olimpici estivi di Tokyo 2020, disputati nel 2021 a causa della pandemia di COVID-19, classificandosi 24º nella gara individuale.
Ai mondiali di Alessandria d'Egitto 2021 ha ottenuto l'argento nella staffetta maschile, con Eslam Hamad.

## Palmarès
- Mondiali

Il Cairo 2017: oro nella gara a squadre;
Il Cairo 2021: bronzo nella gara a squadre;
Alessandria d'Egitto 2022: argento nella staffetta;